# 정운현
정운현(鄭雲鉉, 1959년 9월 2일 ~ )은 대한민국의 언론인, 정치가, 저술가이다.

## 생애
1959년 경상남도 함양군에서 출생하였다. 대구고등학교, 경북대학교 문헌정보학과를 나왔고, 고려대학교 언론대학원에서 석사학위를 받았다.
중앙일보를 시작으로 대한매일(현 서울신문), 오마이뉴스 등에서 20여 년간 기자생활을 하였으며, 친일반민족행위진상규명위원회 사무처장, 한국언론재단 연구이사 등을 지냈다. 일제강점기 독립운동사, 친일반민족사 등 한국 근현대사 관련 책 30여 권을 저술했다.
2018년 11월 문재인 정부에서 국무총리비서실장으로 임명돼 2020년 2월까지 근무하였다. 2024년 6월 제9대 한국문화정보원 원장으로 취임하였다.

## 학력
- 대구고등학교
- 경북대학교 문헌정보학 학사
- 고려대학교 언론대학원 석사

## 경력
- 1984.10 ~ 1998.08 : <중앙일보> 기자
- 1998.08 ~ 2001.12 : <서울신문> 차장
- 1999 ~ 2003 : 민간인학살 범국민위원회 운영위원
- 2000 ~ 2002 : 민주언론운동시민연합 정책위원
- 2000 ~ 2004 : <민족21> 이사
- 2002.01 ~ 2005.06 : <오마이뉴스> 편집국장
- 2003 ~ 2005 : 한국인터넷기자협회 운영위원장, 부회장
- 2004 ~ 2004 : 인터넷언론인포럼 총무
- 2005.06 ~ 2007.12 : (대통령 소속) 친일반민족행위진상규명위원회 사무처장
- 2008.01 ~ 2008.11 : 한국언론재단 연구이사
- 2008.11 ~ 2009.10 : 태터앤미디어 대표이사
- 2011 ~ 2014 : (중앙선관위 산하) 인터넷선거보도심의위원회 위원
- 2012 ~ 2013 : <진실의길> 편집장
- 2013.03 ~ 2013.09 : <국민TV> 보도.편성담당 상임이사
- 2014.05 ~ 2016.04 : 한국언론진흥재단 언론인금고관리위원회 위원
- 2014.09 ~ 2015.01 : <팩트TV> 보도국장, 앵커
- 2018.03 ~ 2018.11 : 상지대 교양학부 초빙교수
- 2018.11 ~ 2020.02 : 제6대 국무총리 비서실장
- 2024.06 ~ : 한국문화정보원 원장

## 저서
- <친일파-그 인간과 논리>(공편·1990·학민사)
- <친일파 2>(공저·1991·학민사)
- <친일파 3>(공저·1992·학민사)
- <창씨개명>(편역·1993·학민사)
- <친일파 죄상기>(공편·1994·학민사)
- <서울시내 일제유산답사기>(저서·1995·한울)
- <중국.대만 친일파 재판사>(역저·1995·한울)
- <호외, 백년의 기억들>(저서·1997·삼인)
- <학도여 성전에 나서라>(편저·97·없어지지 않는이야기)
- <잃어버린 기억의 보고서-증언 반민특위>(저서·1999·삼인)
- <나는 황국신민이로소이다>(저서·1999·개마고원)
- <실록 군인 박정희>(저서·2004·개마고원)
- <임종국평전>(저서, 2006, 시대의 창)
- <풀어서 본 반민특위 재판기록>(전4권, 편역, 2009, 선인)
- <강우규 의사 일대기>(저서, 2010, 독립기념관)
- <情이란 무엇인가>(저서, 2011, 책보세)
- <친일파는 살아 있다>(저서, 2011, 책보세)
- <친일·숭미에 살어리랏다> (저서, 2012, 책보세)
- <박정희 소백과사전>(전자책, 공저, 2014, 전자책나무)
- <친일, 청산되지 못한 미래>(저서, 2014, 책보세)
- <어느날, 백수>(저서, 2014, 비아북)
- <작전명 녹두>(전2권, 소설집, 책보세, 2014)
- <쓴맛이 사는 맛>(대담집, 2015, 비아북)
- <청년 여정남과 박정희 시대>(저서, 2015, 다락방)
- <혜주>(소설집, 2016, 피플파워)
- <조선의 딸, 총을 들다>(저서, 2016, 인문서원)
- <묻혀 있는 한국 현대사>(저서, 2016, 인문서원)
- <친일파의 한국 현대사>(개정판, 2016, 인문서원)
- <안중근家 사람들>(공저, 2017, 경인문화사)
- <호외로 읽는 한국 현대사>(개정판, 2018, 인문서원)
- <3.1혁명을 이끈 민족대표 33인>(저서, 2019, 역사인)
- <한번 뿐인 네 인생, 네 뜻대로 살아라>(저서, 2022, 새빛)
- <홍암 나철과 대종교의 독립투쟁사>(저서, 2025, 역사인)